# 縮
縮（ちぢみ）とは中世日本において枡の大小差から発生する計量上の減少分のこと。

## 概要
平安時代後期以後、朝廷による度量衡統制が弱まり、国衙あるいは荘園・所領ごとに異なる枡が用いられるようになった。これを度量衡の紊乱とみるか、国司や領主によって度量衡に関する権限が分有されてそれぞれの実情に応じたものが用いられるようになったとみるかは見解が分かれている。
こうした状況の中で、複数の種類の枡が用いられる場合も発生し、「斗升違目」と呼ばれる容量の差分が発生することがあった。例えば、現地の荘官が年貢を徴収する際に用いる「荘枡」と荘園領主へ上納する際に用いる「領主枡」「下行枡」の間で“1升”を示す実際の容積が異なる場合もあり、「荘枡」で量った計量を「領主枡」「下行枡」によって再計量する必要性がしばしば発生した。この際に、前者が後者よりも容量が少ない場合に実際には同一の容積にもかかわらず、「斗升違目」の発生によって計量上の容積が減少する場合があった。これを「縮」と称したのである。
もっとも、徴税の現場においては前者が後者よりも容量が多い「延」の発生事例の方が多かったと考えられている（「縮」が発生すると、荘官が発生した計量上の差分を負担しなければならなくなるため）。